# Lattitolo
Il lattitolo è un alditolo utilizzato come dolcificante.
Possiede un potere dolcificante pari al 40% rispetto al saccarosio. Data l'elevata stabilità termica può subire la cottura. Non viene assorbito dall'intestino e in dosi elevate provoca diarrea osmotica.
Viene prodotto per riduzione del lattosio, processo che non causa la rottura del legame glicosidico ma riduce solamente il monomero del glucosio a sorbitolo.
È un additivo alimentare indicato con E966.